# Ютслер, Джозеф Вильям
Джозеф Уильям «Джои» Ютслер (англ. Joseph William “Joey” Utsler; род. 14 октября 1974 года) — американский рэпер, известный под сценическим псевдонимом Shaggy 2 Dope (Шэ́гги Ту До́уп). Участник рэп-дуэта Insane Clown Posse. Один из основателей Psychopathic Records, альбомы которого часто оформляются им самим.
Ютслер также является профессиональным рестлером. Он принимал участие в шоу таких промоушенов, как WWF, WCW, ECW, NWA-TNA, ROH, PWU и JCW, совладельцем которого он является.

## Дискография
- 1994 Fuck Off
- 2006 Fuck The Fuck Off